# Semaprochilodus
Semarochilodus es un género de peces de agua dulce tropical, de la familia Prochilodontidae. Se distribuyen en ríos de América del Sur.

## Especies
FishBase registra las siguientes especies en este género:
- Semaprochilodus amazonensis, Fowler, 1906
- Semaprochilodus brama, Valenciennes, 1850
- Semaprochilodus insignis, Pellegrin, 1909
- Semaprochilodus kneri, Steindachner, 1879
- Semaprochilodus laticeps, Fowler, 1941
- Semaprochilodu taenirus, Valenciennes, 1821
- Semaprochilodus taeniurus, Valenciennes, 1821
- Semaprochilodus theraponura, Fowler, 1906
- Semaprochilodus varii, Castro, 1988